# Konttisaari (ö i Satakunta)
Konttisaari är en ö i Finland. Den ligger i sjön Valkjärvi och i kommunen Siikais i den ekonomiska regionen  Norra Satakunta ekonomiska region  och landskapet Satakunta, i den sydvästra delen av landet, 230 km nordväst om huvudstaden Helsingfors. Öns area är 5 hektar och dess största längd är 0,5 kilometer i sydöst-nordvästlig riktning.